# Владимир Гројсман
Владимир Борисович Гројсман (укр. Володимир Борисович Гройсман; Виница, 20. јануар 1978) украјински је политичар и бивши премијер Украјине у период од 14. априла 2016. године до 29. августа 2019. године.